# 7396 Брусін
7396 Брусін (7396 Brusin) — астероїд головного поясу, відкритий 4 березня 1986 року.
Тіссеранів параметр щодо Юпітера — 3,273.